# Орнасьё
Орнасье (фр. Ornacieux) — коммуна во Франции, находится в регионе Рона — Альпы. Департамент коммуны — Изер. Входит в состав кантона Кот-Сент-Андре. Округ коммуны — Вьенн.
Код INSEE коммуны — 38284. Население коммуны на 1999 год составляло 228 человек. Населённый пункт находится на высоте от 371  до 540  метров над уровнем моря. Муниципалитет расположен на расстоянии около 450 км юго-восточнее Парижа, 50 км юго-восточнее Лиона, 50 км северо-западнее Гренобля. Мэр коммуны — M. Michel Durieu, мандат действует на протяжении 2001—2008 гг.
Динамика населения (INSEE):